# (17640) Mount Stromlo
(17640) Mount Stromlo est un astéroïde de la ceinture principale aréocroiseur.

## Description
(17640) Mount Stromlo est un astéroïde aréocroiseur. Il présente une orbite caractérisée par un demi-grand axe de 2,32 UA, une excentricité de 0,35 et une inclinaison de 25,4° par rapport à l'écliptique.

## Compléments